# Droga krajowa nr 215 (Kostaryka)
Droga krajowa nr 215 (hiszp. Ruta Nacional Secundaria 215/Ruta 215) – jedna z dróg krajowych w Kostaryce. Znajduje się ona w prowincji San José.

## Opis
W prowincji San José droga krajowa nr 214 przebiega przez kanton San José (przez dystrykty Hospital, Catedral i Zapote) oraz przez kanton Curridabat (przez dystrykt Curridabat).